# Kostel svatého Matouše (Dobroměřice)
Kostel svatého Matouše v Dobroměřicích je římskokatolický filiální kostel v Dobroměřicích v okrese Louny. Od roku 1964 je chráněn jako kulturní památka České republiky.

## Historie a stavební vývoj

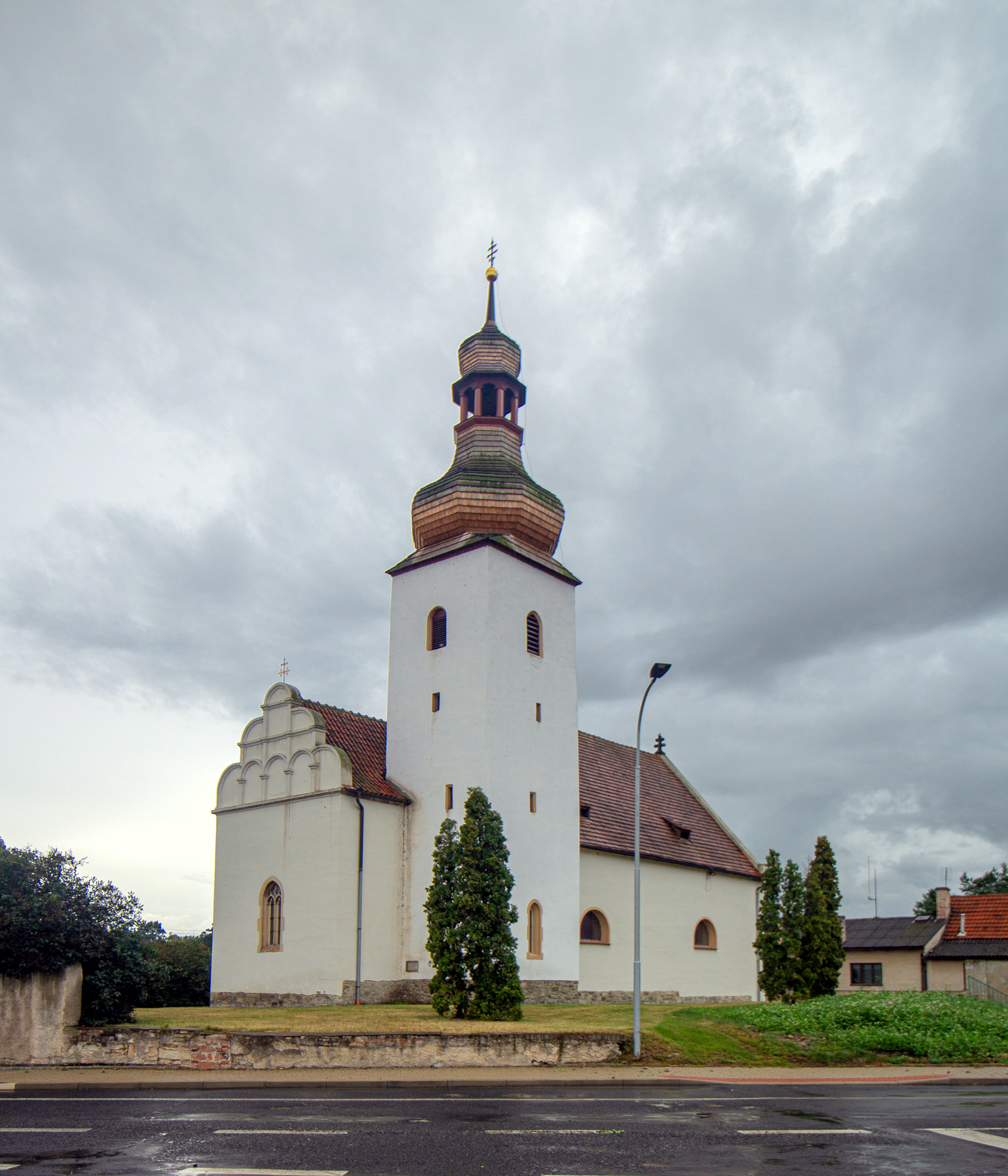
Kostel svatého Matouše v roce 2023

První písemná zmínka o kostele pochází z roku 1331. Tehdy potvrdil pražský biskup Jan z Dražic nadaci lounského rychtáře Béra, která obsahovala darování části Dobroměřic a patronátního práva k tamnímu kostelu nově založenému klášteru magdalenitek, který stál mezi Louny a Dobroměřicemi. V roce 1364 vznikl spor mezi dobroměřickým farářem Petrem a magdalenitkami o výši desátku. Petr byl ve funkci v letech 1364–1387, jeho předchůdce se jmenoval Slávek.
Starší literatura předpokládala, že kostel pochází ze druhé poloviny třináctého století. Ale už Dobroslav Líbal považoval loď a presbytář kostela za dílo druhé čtvrtiny 14. století, tedy doby krátce před první písemnou zmínkou. To potvrzuje i poslední stavební průzkum, podle něhož se na kostele nevyskytují žádné architektonické prvky odpovídající rané gotice. Kromě lodi a presbytáře patří původní stavbě rovněž věž do úrovně prvního patra. 
Nástěnné malby v kostele pocházejí zřejmě z druhé poloviny 80. let 14. století. Iniciátorkami byly pravděpodobně magdalenitky, které v roce 1373 získaly ke kostelu patronátní práva celá. Námětem je christologický cyklus. Vliv magdalenitek lze spatřovat ve zdůraznění postav svaté Marty, svaté Máří Magdaleny a svatého Lazara. Erb s erbovní figurou medvědem patří lounské rodině Bérů (německy der Bär – medvěd), potomkům zakladatele kláštera, další erb v jižním kruhovém otvoru patří zřejmě rodu Šanovských ze Šanova.
V roce 1479 získalo město Louny k dobroměřickému kostelu od krále Vladislava II. patronátní právo. S tím souvisely jeho pozdně gotické úpravy: výstavba druhého a třetího patra věže a jižní patrové předsíně. Ve druhé polovině 16. století pak byly nad presbytářem a předsíní vztyčeny charakteristické renesanční obloučkové štíty. Jejich stávající podoba je ale výsledkem oprav z doby kolem roku 1900, kdy byly nově vyzděny.
Během třicetileté války byl kostel poškozen, ztratil statut farního a stal se filiálním kostelem k lounskému kostelu svatého Mikuláše. V letech 1886–1887 a 1907–1910 prošel kostel opravami a úpravami, při nichž byly mj. vytvořeny nové okenní otvory v severní stěně lodi, v presbytáři a v jižní stěně předsíně. Ve druhém období stavbu dozoroval lounský rodák, architekt Kamil Hilbert.

## Stavební podoba

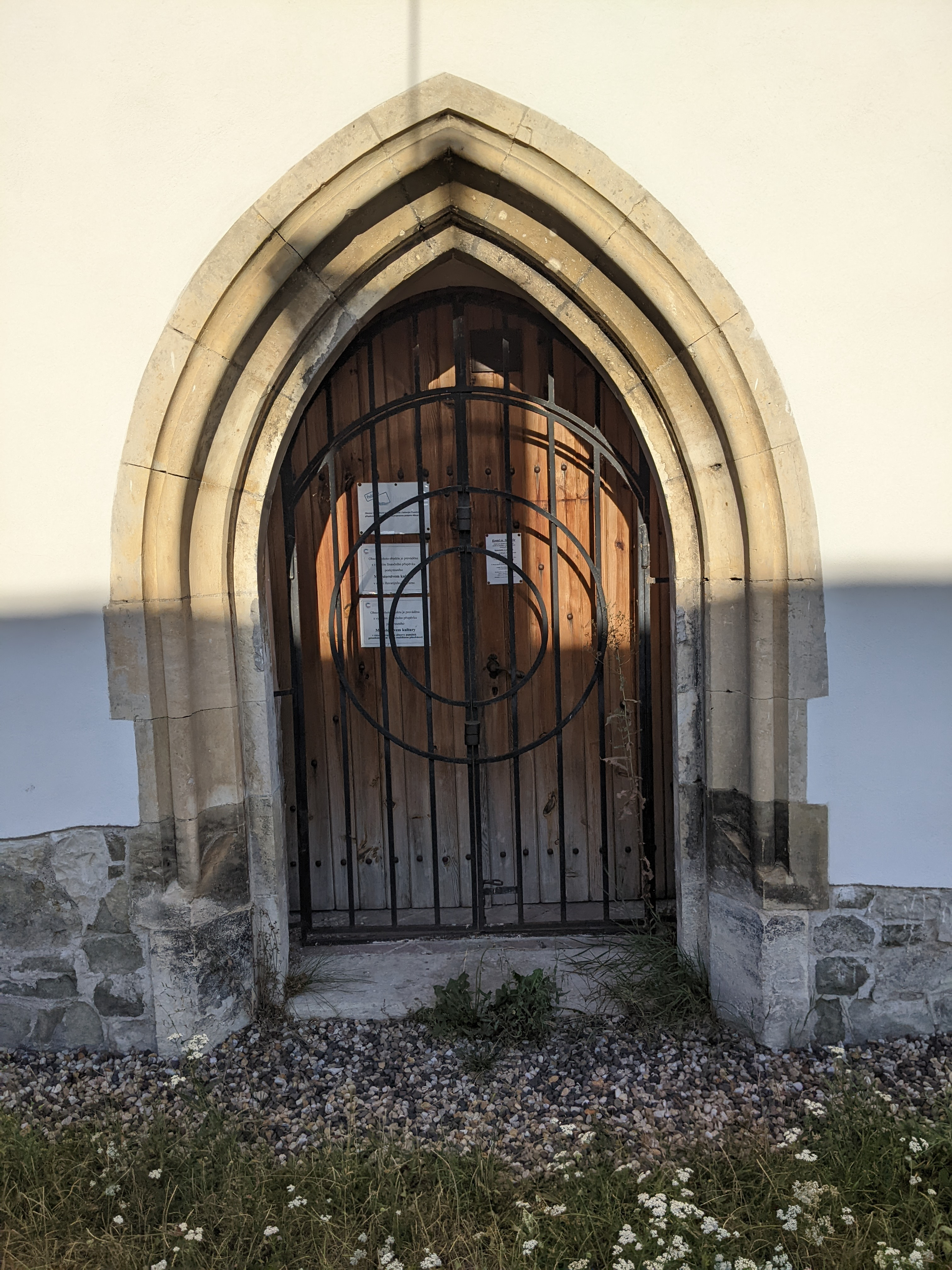
Novogotický portál ze začátku 20. století v západním průčelí

Kostel je jednolodní stavba s obdélným půdorysem a vnitřními rozměry 15 × 8 metrů, na kterou navazuje pravoúhlý presbytář dlouhý 6,5 metru a široký 4 metry. Dovnitř se vstupuje pozdně gotickým hrotitým portálem v předsíni připojené k jižní straně lodi. Na severní straně stojí na rozhraní lodi a presbytáře hranolová věž, osvětlovaná v přízemí dvěma úzkými hrotitými okénky s kružbou a většími polokruhově ukončenými okny v nejvyšším patře. Věž zakončuje osmiboká cibulová střecha. Nečleněné západní průčelí přechází do trojúhelníkového štítu s malým klíčovým okénkem. V ose průčelí se nachází hrotitý portál a mladší kruhové okno. Na nárožích se dochovaly stopy rustiky. Východní průčelí je zdůrazněné novodobým obloučkovým štítem. Plochostropou loď osvětlují dvě polokruhově ukončená okna v severní zdi a dvě hrotitá okna s kružbami v jižní zdi. Stejná okna jsou použitá také v presbytáři odděleném hrotitým vítězným obloukem a zaklenutém křížovou klenbou. Sakristie s křížovou klenbou se nachází v přízemí věže. Nástěnné malby ze druhé poloviny čtrnáctého století zobrazují svatého Kryštofa, svatováclavský cyklus a část pašijového cyklu.

## Zařízení
Hlavní raně barokní oltář pochází pravděpodobně z roku 1678. Zdobí ho obrazy svatého Matouše a Panny Marie a sochy svatého Václava, svatého Víta (obě datovány letopočtem 1678), archanděla Michaela a dvou biskupů–světců. Zrekonstruované varhany pochází z brložského kostela svatého Havla, pro který je vyrobila firma Vocelka–Hloušek v roce 1858. Vybavení kostela doplňuje kazatelna ze druhé poloviny sedmnáctého století s obrazy evangelistů. Zvon Marie z roku 1481 byl do kostela vrácen v roce 2005. Na podzim roku 2017 byly s použitím vápenné technologie omítek opraveny fasády tak, aby zachovaly barevné řešení použité při rekonstrukci v roce 1907.